# Kaskelotprisen
Kaskelotprisen er Biologiforbundets hæderspris, som er blevet uddelt siden 1981.
Prismodtageren udvælges på baggrund af eksempelvis høj faglighed, evnen til at skabe fokus på biologi, ekstraordinært engagement, nytænkende formidling eller livslangt bidrag til natur og biologi.
Kaskelotprisen følges af et lerfad med motiv af Henry Heerup samt en pengechek. Den uddeles fra 2023 hvert andet år.

## Modtagere
- 2023: Reinhardt Møbjerg Kristensen, professor emeritus ved Statens Naturhistoriske Museum
- 2013: Malene Bendix, biolog og koordinator for Skoven i Skolen og Udeskole.dk
- 2011: Eigil Holm, biolog, geograf, historie – og forfatter til mere end 70 lærebøger om natur
- 2008: Professor Svein Sjøberg, fysiker og professor i naturfagenes didaktik ved Oslo Universitet.
- 2006: Jens Ole Ravn
- 2005: Søren Vinding
- 2003: DR B&Us Snushanen – et naturhistorie-formidlingsprogram for børn ved Jens Olesen
- 1999: Finn Sandby
- 1997: Jørn Chemnitz, naturvejleder Kolding Kommune
- 1996: Det økologiske kontor v. Rigas Universitet i Letland
- 1993: Frank Wille, ornitolog
- 1992: Danmarks Havfiskerforening
- 1991: Thorkild A. Nielsen, hædret for sin indsats for biologi- og miljøundervisning i folkeskolen
- 1990: Jørgen Mortensen, naturskoleleder
- 1989: Miljøorganisationen Reflex, Ungarn
- 1988: Tommy Dybbro, lic. scient i biologi og forfatter
- 1986: Claus Bering, tegner og filmmand
- 1985: Finn Bro Rasmussen, professor DTH
- 1984: Bjørn Døssing, Skovfoged
- 1983: Aage Hansen, Rav Aage, fisker, ravfinder og formidler fra Thyborøn
- 1982: Bent Jørgensen, zoolog, formidler og tidligere direktør for Zoologisk Have i København
- 1981: Bent Lauge Madsen, havbiolog, bl.a. redaktør af tidsskriftet “Vand & Miljø”